# Juraj Buček
Juraj Buček (Humenné, 15 settembre 1973) è un ex calciatore slovacco, di ruolo portiere.
Durante la sua carriera vestì le maglie di Chemlon Humenné, Skoda Xanthi, Olympiacos e Aris Salonicco, squadra nella quale si ritirò sul finire della stagione 2005-2006. Dal 2000 al 2003 fece parte della Nazionale slovacca, vestendo la maglia mitteleuropea in 11 occasioni.
Vinse una Slovenský Pohár con il Chemlon Humenné nella stagione 1995-96, un campionato e una Coppa greca nella stagione 2004-2005

## Palmarès

### Club

#### Competizioni nazionali
- Slovenský Pohár: 1

Chemlon Humenné: 1995-1996
- Campionato greco: 1

Olympiakos: 2004-2005
- Coppa di Grecia: 1

Olympiakos: 2004-2005